# Stampede Women's Pacific Championship
Lo Stampede Women's Pacific Championship fu il titolo principale della divisione femminile della federazione canadese Stampede Wrestling durante il decennio della sua riapertura.

## Storia
Istituito dopo la riapertura di Stampede, durò per circa un anno e fu disputato solo in cinque incontri di cui due vinti da un uomo.

## Albo d'oro
| Lottatore       | Regni | Data             | Luogo            | Note |
| --------------- | ----- | ---------------- | ---------------- | --- |
| Nattie Neidhard | 1     | 17 giugno 2005   | Calgary, Alberta | Sconfisse Belle Lovitz, Anna Marie e Ma Myers in un fatal four-way match diventando la prima campionessa. |
| Dusty Adonis    | 1     | 28 ottobre 2005  | Calgary          | Adonis era un uomo.                                                                                       |
| Nattie Neidhard | 2     | 16 dicembre 2005 | Calgary          | Sconfisse Adonis e Belle Lovitz in un fatal three-way match.                                              |
| Dusty Adonis    | 2     | 2006             |                  | |
| Belle Lovitz    | 1     | 10 marzo 2006    | Calgary          | Sconfisse Adonis e Madison in un fatal three-way match.                                                   |